# Gornji Vakuf-Uskoplje
Gornji Vakuf-Uskoplje (en cyrillique : Горњи Вакуф-Ускопље) est une ville et une municipalité de Bosnie-Herzégovine située dans le canton de Bosnie centrale et dans la fédération de Bosnie-et-Herzégovine. Selon les premiers résultats du recensement bosnien de 2013, la ville intra muros compte 5 222 habitants et la municipalité 22 304.

## Géographie
La municipalité de Gornji Vakuf-Uskoplje est entourée par celles de Bugojno, Prozor-Rama, Kupres, Novi Travnik et Konjic.

## Localités

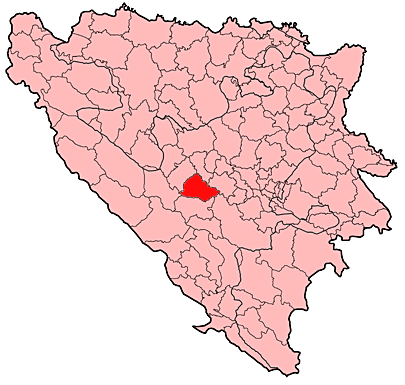
Localisation de la municipalité de Gornji Vakuf-Uskoplje en Bosnie-Herzégovine

La municipalité de Gornji Vakuf-Uskoplje (Gornji Vakuf) compte 52 localités :
| - Batuša - Bistrica - Bojska - Boljkovac - Borova Ravan - Crkvice - Cvrče - Dobrošin - Donja Ričica - Dražev Dolac - Duratbegov Dolac - Duša - Gaj | - Galičica - Gornja Ričica - Gornji Mračaj - Gornji Vakuf - Grnica - Hrasnica - Humac - Jagnjid - Jelače - Jelići - Kozice - Krupa - Kute | - Lužani - Mačkovac - Mračaj - Osredak - Pajić Polje - Paloč - Pidriš - Ploča - Podgrađe - Pridvorci - Rosulje - Seferovići - Seoci | - Smrčevice - Svilići - Šugine Bare - Trnovača - Uzričje - Vaganjac - Valice - Vilić Polje - Voljevac - Voljice - Vrse - Zastinje - Ždrimci |

## Démographie

### Villeintra muros

#### Évolution historique de la population dans la villeintra muros
| 1948 | 1953 | 1961  | 1971  | 1981  | 1991  | 2013  |
| ---- | ---- | ----- | ----- | ----- | ----- | ----- |
| -    | -    | 1 860 | 2 465 | 3 697 | 5 344 | 5 222 |

|  |

### Municipalité

#### Évolution historique de la population dans la municipalité
| 1961   | 1971   | 1981   | 1991   | 2013   |
| ------ | ------ | ------ | ------ | ------ |
| 16 175 | 19 344 | 22 432 | 25 181 | 22 304 |

#### Répartition de la population par nationalités dans la municipalité (1991)
En 1991, sur un total de 25 181 habitants, la population se répartissait de la manière suivante :

## Politique
À la suite des élections locales de 2012, les 23 sièges de l'assemblée municipale se répartissaient de la manière suivante :
| Parti                                                               | Sièges |
| ------------------------------------------------------------------- | ------ |
| Parti d'action démocratique (SDA)                                   | 9      |
| Union démocratique croate de Bosnie-Herzégovine (HDZ BiH)           | 4      |
| Parti social-démocrate (SDP)                                        | 3      |
| Parti pour la Bosnie-Herzégovine (SBiH)                             | 2      |
| Union démocratique croate 1990 (HDZ 1990)                           | 2      |
| Alliance pour un meilleur avenir de la Bosnie-Herzégovine (SBB BiH) | 2      |
| Coalition croate (HSS BiH-HSP BiH)                                  | 1      |

Sead Čaušević, membre du Parti d'action démocratique (SDA), a été réélu maire de la municipalité,.

## Tourisme
La tour de l'horloge de Gornji Vakuf-Uskoplje, construite en 1710-1711, est inscrite sur la liste des monuments nationaux de Bosnie-Herzégovine.

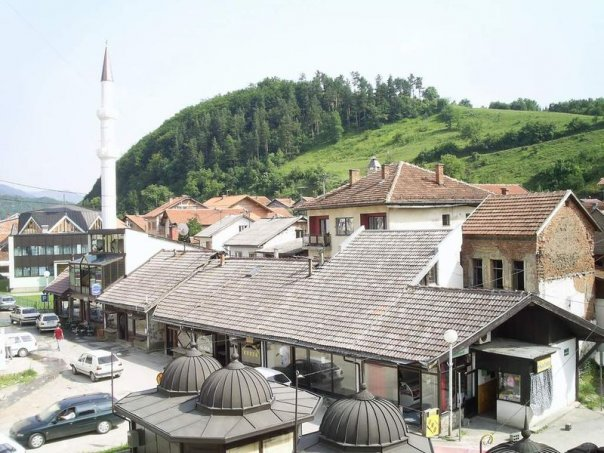
La čaršija de Gornji Vakuf

## Personnalités
- Mehmed-beg Stočanin
- Pjesnik Ćamilija
- Hadži Mustafa Bošnjak Muhlisi
- Hadži hafiz Abdulah ef. Softić
- Salih Sidki Mahmutkadić
- Sulejman Bajraktarević
- Fehim Bajraktarević
- Sulejman Hadžiabulić
- Muhamed ef. Hadžiabdić
- Ahmed ef. Burek
- Hafiz Ahmed ef. Redžepašić
- Branko Mikulić, homme politique
- Josip Mlakić, écrivain
- Mehmed Drino
- Emin Sofić
- Džemaludin Latić
- Ismet Bušatlić
- Nedžad Latić
- Nihad Alibegović, chanteur
- Ismet Dedić
- Matej Delač, footballeur
- Almir Pandzo, handballeur
- Adin Calkic, musicien